# Globen City

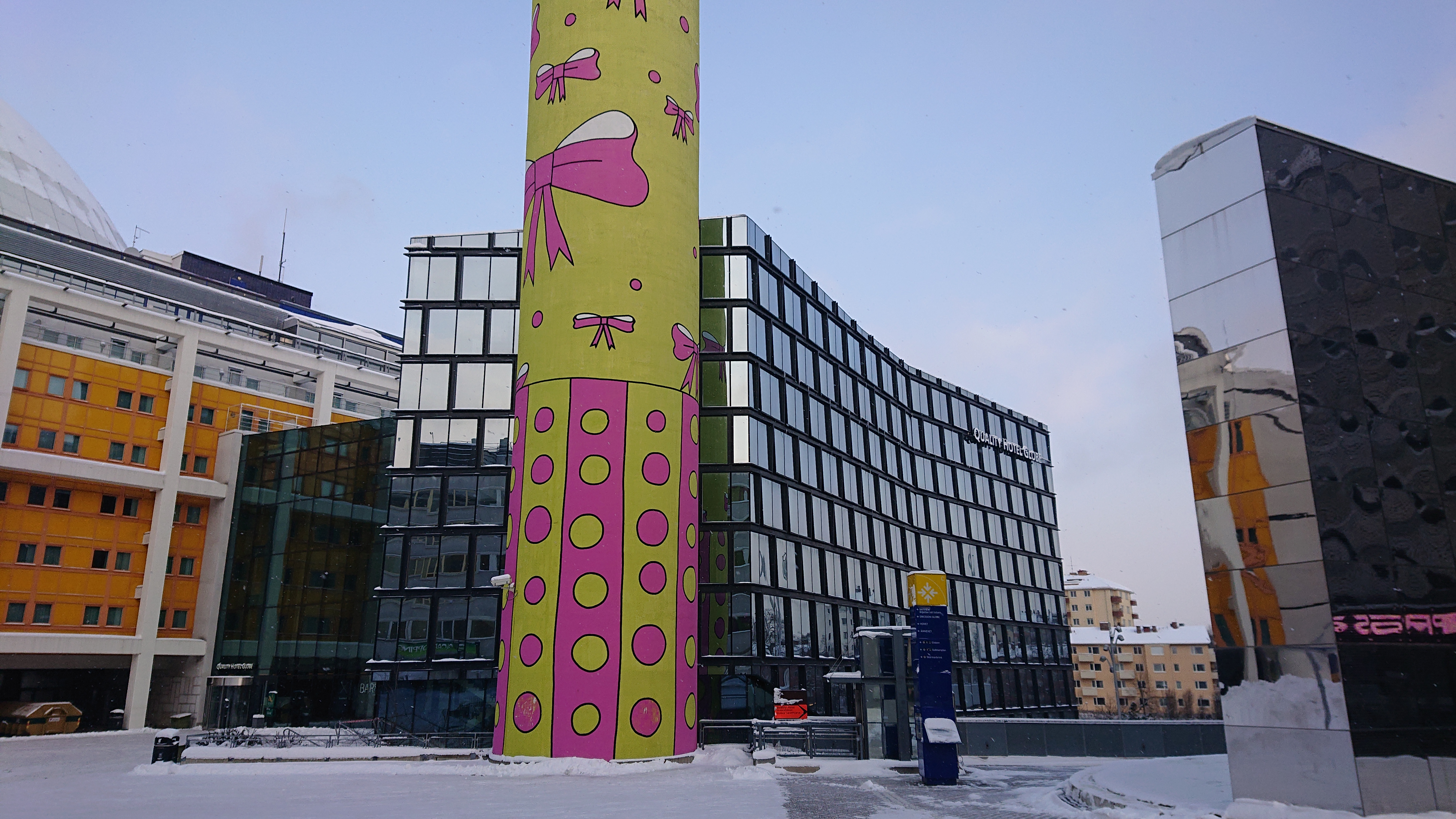
Quality Hotel Globe i bakgrunden.

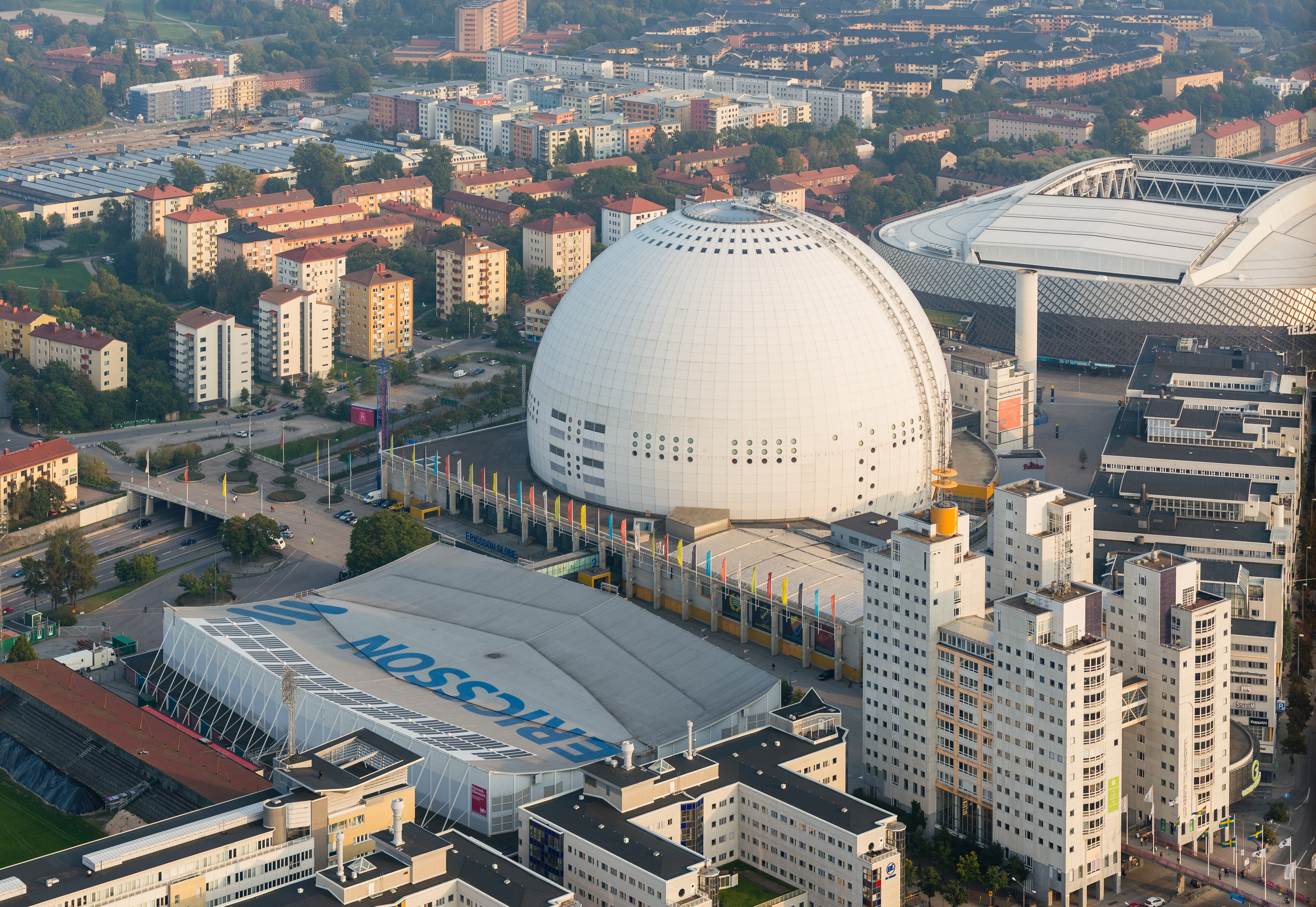
Globenområdet i september 2014.

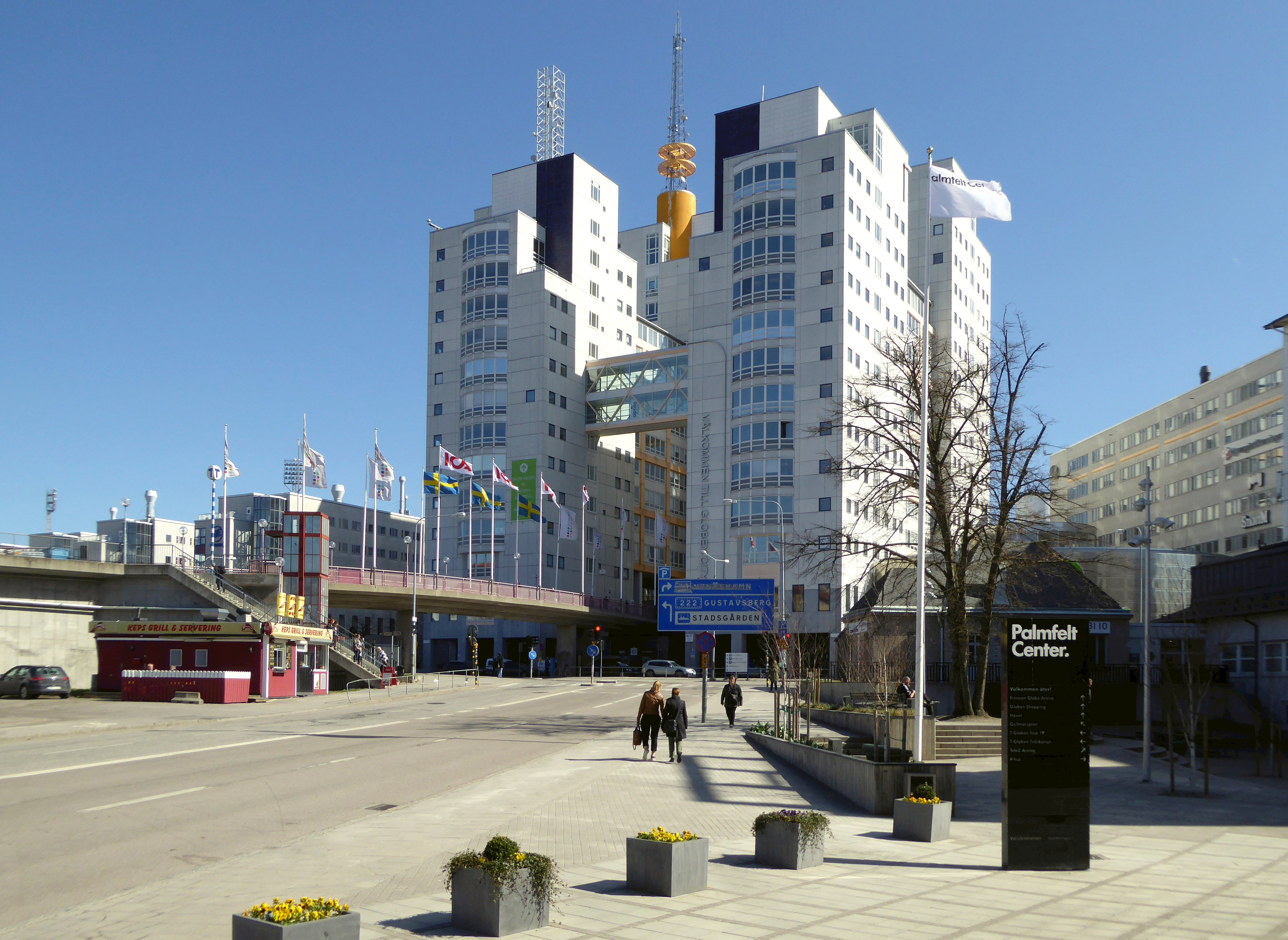
Globen City i april 2015.

Globen City är ett inofficiellt fastighetsområde i stadsdelen Johanneshov i södra Stockholm. Området sträcker sig från Tele2 Arena i söder till Gullmarsplan i norr.

## Fastigheter
Till Globen City räknas följande fastigheter:
- Globen – inomhusarena för konserter och ishockeymatcher, kapacitet för 13 000 åskådare under konserter.
- Hovet – inomhusarena för sportevenemang, kapacitet för 8 000 åskådare.
- Annexet – konserthus för omkring 4 000 åskådare.
- Globen Shopping eller Globens köpcentrum – köpcentrum med omkring 60 butiker.
- 3Arena – arena med plats för cirka 30 000 sittande åskådare.
- Kontors- och affärshus längs Arenavägen.

## Offentlig konst
- Isfantasi av Joanna Troikowicz, Palmfeltsvägen, tunnelbanestationens stängsel samt fristående skulptur
- Lekande ringar av Leo Janis Brieditis, Entrétorget utanför Hovet
- Tidigare fanns det: Paleontologiska variationer av Björn Selder, Arenatorget i Globen Citys södra ände[2]

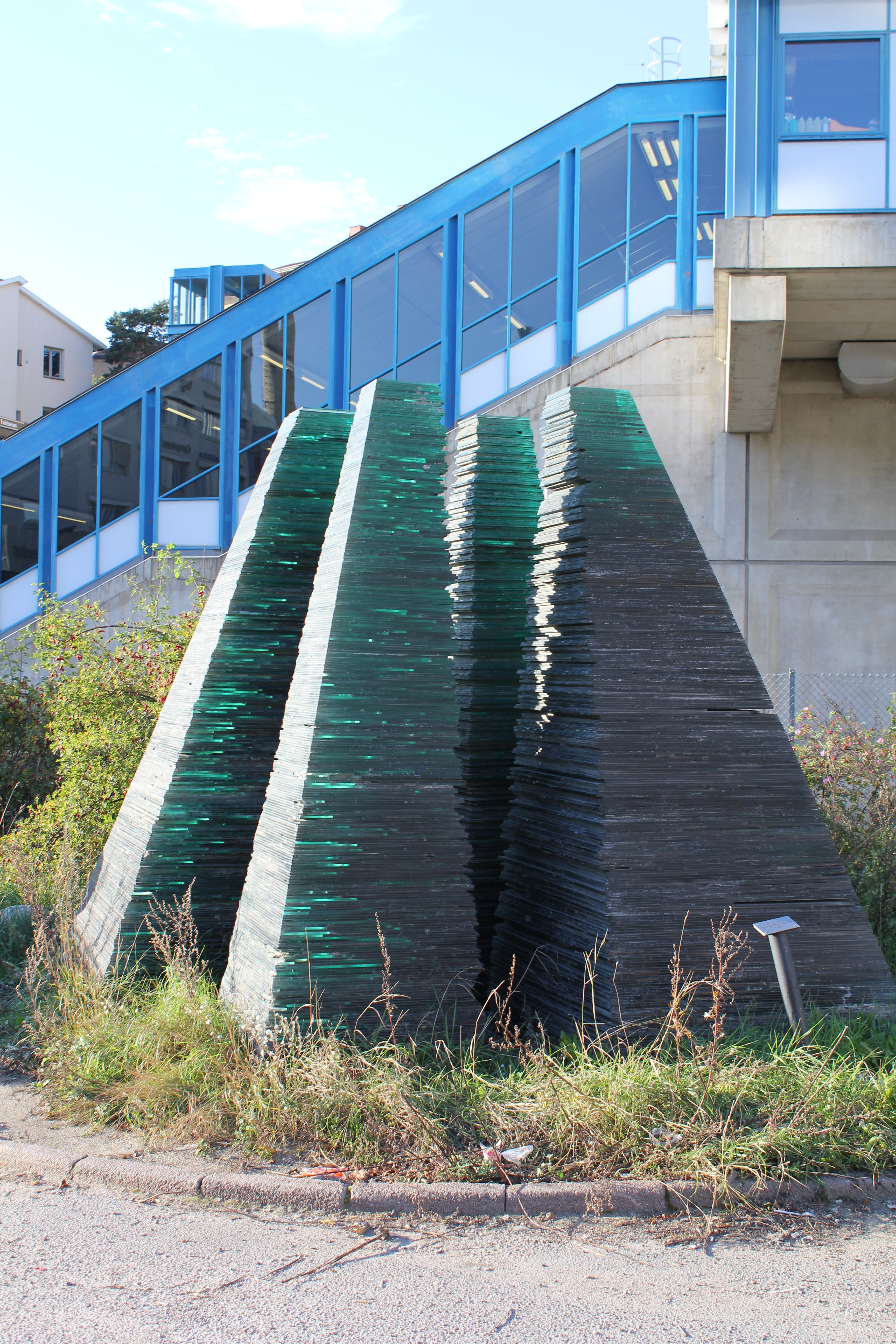
Isfantasi
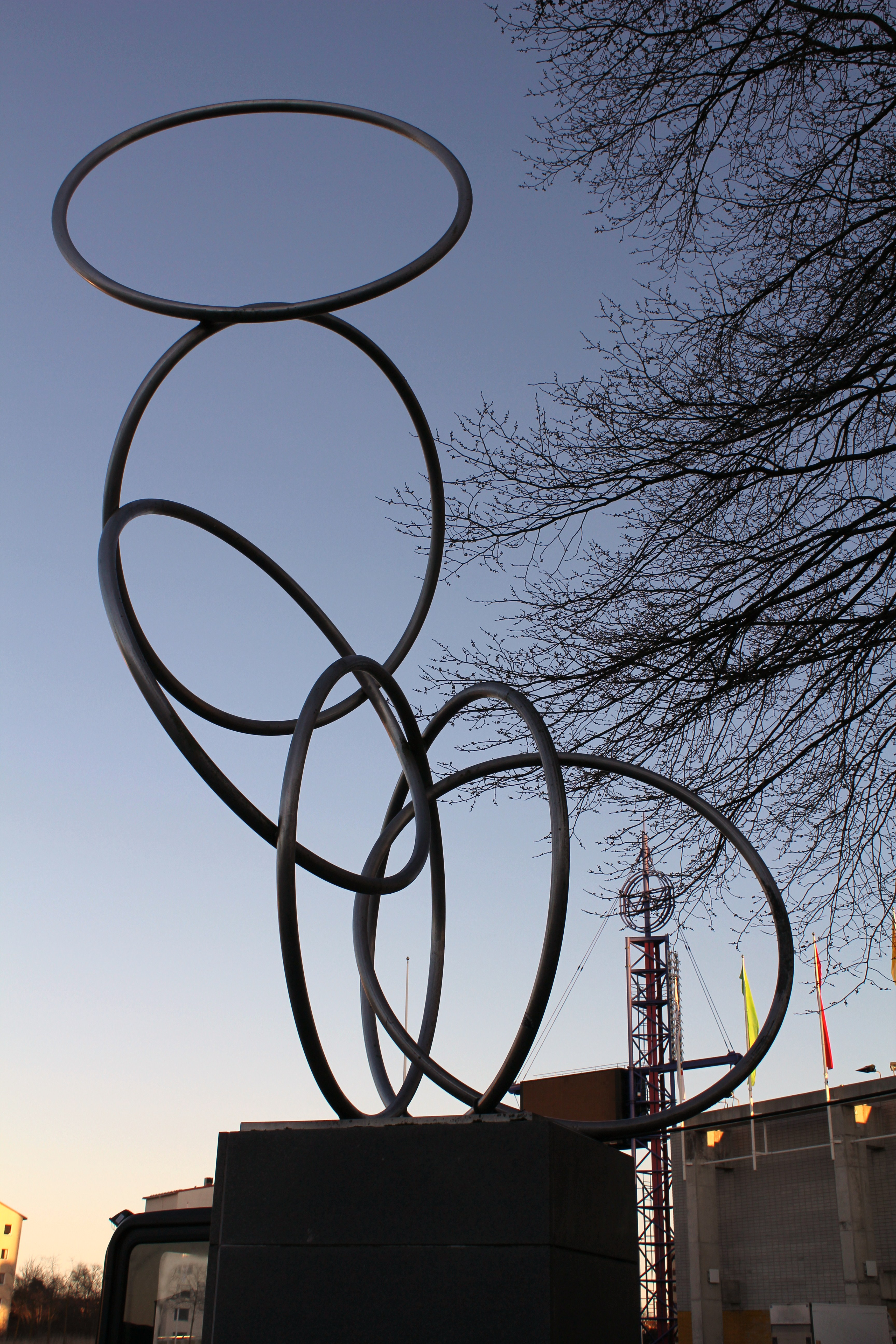
Lekande ringar
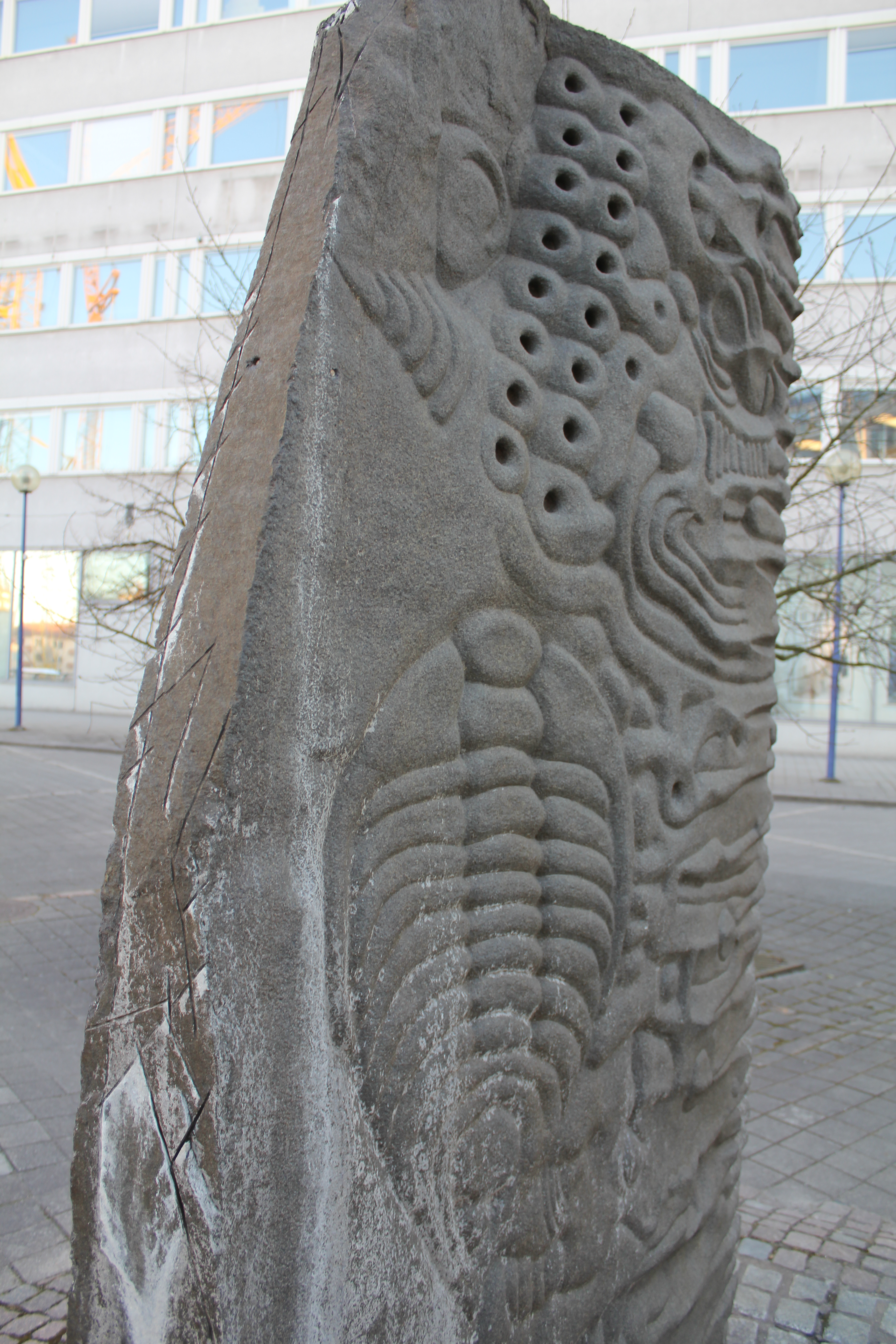
Paleontologiska variationer